# فارالون کپیتال
فارالون کپیتال (انگلیسی: Farallon Capital) شرکت سرمایه‌گذاری آمریکایی است، که در سال ۱۹۸۶ توسط تام استایر تأسیس شد.